# Alfons Blomme
Pour les articles homonymes, voir Blomme.
Alfons Blomme né le 2 février 1889 à Roulers et mort le 10 juin 1979 dans la même ville est un peintre et graveur belge.

## Biographie
Alfons Blomme naît en 1889 à Roulers.
Il étudie à l'Académie royale des beaux-arts de Bruxelles et reçoit le prix de Rome belge en 1920. Il fonde l'Académie des beaux-arts d'Ostende et créé son propre musée privé à Roulers. L'ensemble de son œuvre comprend principalement des paysages et des scènes de travail rustique.
Alfons Blomme meurt en 1979.

## Collections publiques
- Arlon, musée Gaspar, Collections de l'Institut archéologique du Luxembourg, huiles.
- Bruxelles, Musées Royaux des Beaux Arts[3].